# 서종옥
서종옥(徐宗玉, 1688년 ~ 1745년)은 조선 후기의 문신이다. 본관은 대구, 자는 온숙(溫叔), 호는 인재(訒齋),학서(鶴西)이며, 시호는 문민(文敏)이다.

## 생애
1725년(영조 1년) 정시 문과에 을과로 급제하였고 이조좌랑(吏曹佐郞)·경연검토관(經筵檢討官)·대사성(大司成)·세자시강원보덕(世子侍講院輔德)·황해도관찰사(黃海道觀察使) 등을 역임하여 1733년(영조 9년)에는 이조참의(吏曹參議)가 되었다. 그 뒤 병조참지(兵曹參知)·전라도관찰사(全羅道觀察使)·대사간(大司諫)·함경도관찰사(咸鏡道觀察使)·대사헌(大司憲) 등을 거쳐 1739년(영조 15년) 진위겸사은부사(陳慰兼謝恩副使)가 되어 청나라에 다녀왔다.
1740년(영조 16년) 평안도관찰사(平安道觀察使), 다음 해 예조판서(禮曹判書), 이조판서(吏曹判書)과 우참찬(右參贊)이 되어 1742년(영조 18년) 사정당상(査正堂上)을 역임하였다.
1740년대 호조판서(戶曹判書)가 되어 재임하던 중 1745년에 사망했다.